# Московиц, Роберт
Роберт Московиц (англ. Robert Moskowitz; 20 июня 1935[…], Бруклин, Нью-Йорк — 24 марта 2024, Манхэттен, Нью-Йорк) — американский художник, получил признание в 1960-х благодаря живописи и графике, которые находились где-то на стыке абстрактного экспрессионизма, минимализма и поп-арта. В начале творческой карьерой он находился под влиянием Джаспера Джонса и Роберта Раушенберга. Также его творчество можно охарактеризовать как нечто среднее между абстрактным экспрессионизмом нью-йоркской школы и новой образной живописью середины 1970-х годов.

## Биография
В 1956 Московиц начал изучать искусство в Институте Пратта в Бруклине, где он учился у Адольфа Готлиба. Московиц совершил путешествие по Европе в 1959, во время которого встретил британского художника Гвайтера Ирвина, по чьему совету переехал в художественную коммуну под Лондоном, где арендовал первую свою студию. На первые серьёзные работы Московица вдохновило окно в его новой студии. Следуя урокам, которые он извлек из творчества Джаспера Джонса, Роберта Раушенберга и Марселя Дюшана, Московиц начал помещать готовые объекты, такие как занавеска, прямо на свою живопись. Эта работа была включена в выставку «Искусство ассамбляжа» (Art of Assemblage), организованную в 1961 в Музее современного искусства, которая также включала работы Пикассо, Жоржа Брака, Джозефа Корнелла, Роберта Раушенбера и других влиятельных художников. Работы этого периода, преимущественно коллажная живопись, были выставлены на персональной выставке художника в Галерее Лео Кастелли в 1962 году, между персональными выставками Роя Лихтенштейна и Фрэнка Стеллы.
Умер 24 марта 2024 года от осложнений, вызванных болезнью Паркинсона в возрасте 88 лет.